# Isoxabène
L'isoxabène (orthographié aussi « isoxaben ») ou N-[3-(1-éthyl-1-méthylpropyl)-1,2-oxazol-5-yl]-2,6-diméthoxybenzamide (IUPAC), est un composé organique de formule C18H24N2O4 appartenant à la famille chimique des benzamides.
Cette substance est utilisée comme désherbant.
Son action s'exerce sur la synthèse de la cellulose et agit au niveau de l'appareil de Golgi.
Sa toxicité environnementale semble pour l'heure (2008) parmi les moins mauvaises.